# Prkosava
Prkosava (en serbe cyrillique : Пркосава) est un village de Serbie situé dans la municipalité de Lazarevac et sur le territoire de la Ville de Belgrade. Au recensement de 2011, il comptait 259 habitants.

## Géographie

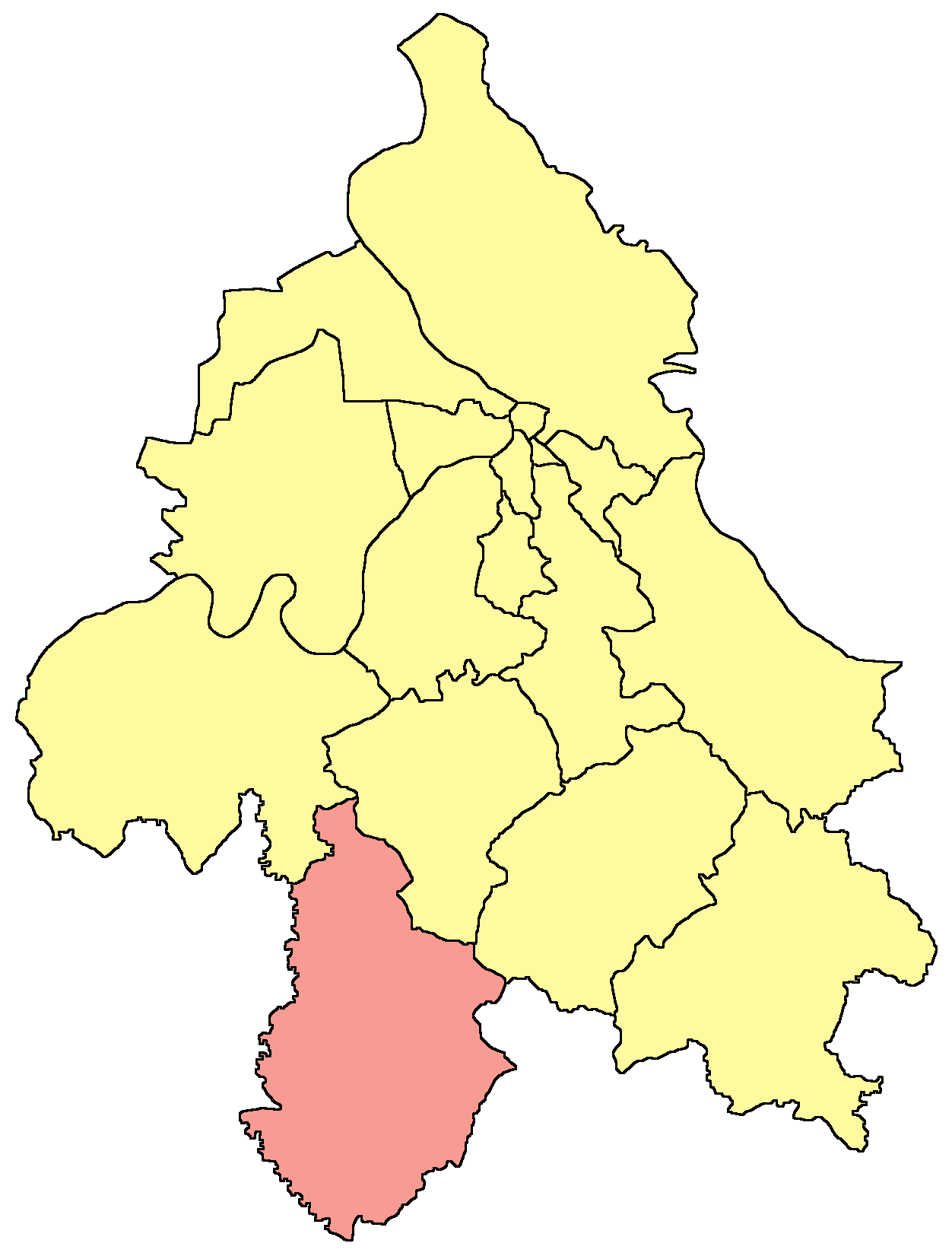
Localisation de la municipalité de Lazarevac dans la Ville de Belgrade

Le village est situé à l'est de Lazarevac.

## Histoire
Prkosava est mentionné pour la première par Hazim Šabanović, dans son livre Turski izvori za istoriju Beograda (Sources turques pour l'histoire de Belgrade). En 1818, il comptait 16 foyers et faisait partie du domaine du prince Katić. Selon le recensement de 1921, le village comptait 49 foyers et 308 habitants.

## Démographie

### Évolution historique de la population
| 1948 | 1953 | 1961 | 1971 | 1981 | 1991 | 2002 | 2011 |
| ---- | ---- | ---- | ---- | ---- | ---- | ---- | ---- |
| 393  | 445  | 448  | 367  | 351  | 339  | 317  | 259  |

|  |

### Données de 2002
Pyramide des âges (2002)
En 2002, l'âge moyen de la population était de 40,2 ans pour les hommes et 42,5 ans pour les femmes.
Répartition de la population par nationalités (2002)
En 2002, les Serbes représentaient 97,47 % de la population et les Macédoniens 1,89 %.

### Données de 2011
En 2011, l'âge moyen de la population était de 43,2 ans, 42,3 ans pour les hommes et 44,1 ans pour les femmes.